# 季哈亞河 (薩哈林州)
季哈亚河（俄语：Река Тихая），或名近幌川（日语：／）是萨哈林州马卡罗夫区的河流，源起捷尔佩尼耶湾，长17公里，流域面积91平方公里，注入捷尔佩尼耶湾。